# Éric Tabarly
Pour les articles homonymes, voir Tabarly.
Éric Tabarly, né le 24 juillet 1931 à Nantes et mort en mer d'Irlande le 13 juin 1998 à la suite d'une chute en mer, est un navigateur et marin français.
Avant tout passionné (dès son enfance) par la voile, et particulièrement par un voilier (Pen Duick), c'est en s'engageant dans la Marine nationale qu'il trouve le seul moyen à ses yeux d'assouvir cette passion. D'abord officier marinier (avec la spécialité de pilote de l'aéronautique navale), puis officier de marine (jusqu’au grade de capitaine de vaisseau), il mène essentiellement une carrière de sportif de haut niveau dans le domaine de la course au large. Il remporte plusieurs courses océaniques, telles l'Ostar en 1964 et 1976, mettant fin à la domination anglaise dans cette spécialité.
Il forme toute une génération de coureurs océaniques, et contribue par ses victoires au développement des activités nautiques en France. Bien que très attaché à son vieux Pen Duick de 1898, il joue également un rôle de pionnier dans le développement du multicoque, en concevant son trimaran Pen Duick IV (1968), un des tout premiers multicoques de course au large, confirmant la suprématie de ce type de bateau sur les monocoques.

## Biographie

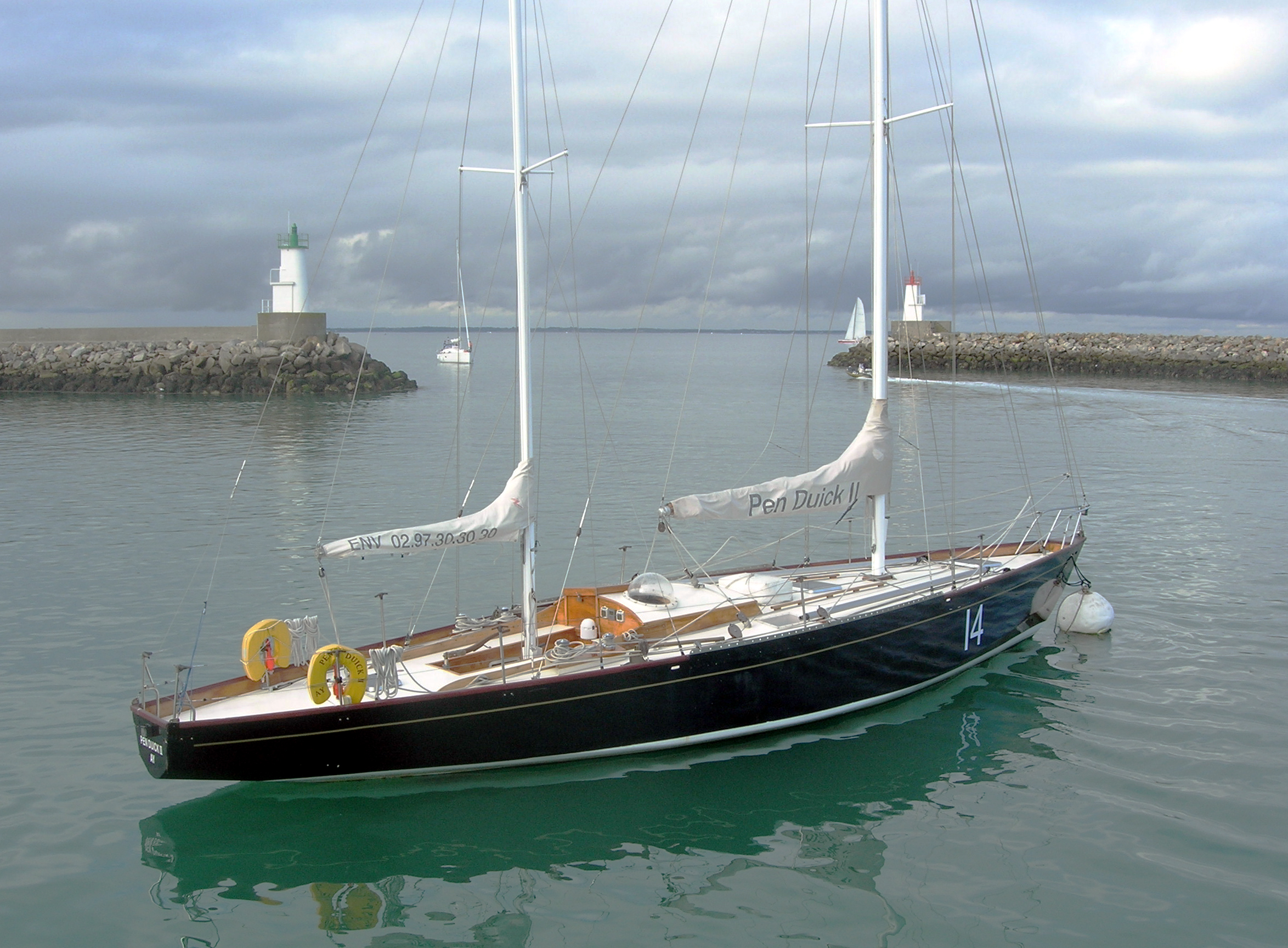
Pen Duick II, avec lequel Éric Tabarly a remporté sa première Transat anglaise en 1964.

Éric Tabarly découvre la voile à l'âge de trois ans à bord d'Annie, le bateau familial. En 1938, son père Guy Tabarly achète un voilier ancien construit en 1898 et dessiné par William Fife. Les propriétaires précédents, les frères Jean et André Lebec, l'avaient rebaptisé Pen Duick, signifiant littéralement petite tête noire (pen = tête ; du = noir ; ick = diminutif, petit), c'est-à-dire mésange noire en breton.
En 1952, son père envisage de revendre Pen Duick, qui ne naviguait plus depuis 1947 et était en très mauvais état. Mais devant l'intérêt de son fils, il lui cède le bateau. Pendant cette période, les Tabarly père et fils font quelques régates sur le 8 mètres JI nommé Gil, et s'engagent à bord de leurs premiers coursiers locaux : Farewell de la Trinité, puis Danycan de La Rochelle. Ce sont les débuts de la course-croisière en France,.
Afin d'obtenir un revenu sûr et régulier (une solde) devant lui permettre de sauver et de restaurer le voilier, Éric Tabarly décide alors de s'engager dans la Marine nationale. Incorporé en février 1953 au Centre de formation maritime d'Hourtin (CFM), il est sélectionné (à la BAN de Saint-Mandrier-sur-Mer) comme pilote de l'aéronautique navale. Pour ses débuts (à la base de Khouribga au Maroc), il vole sur Stampe SV-4, puis est orienté vers la spécialisation multimoteurs à Agadir. Là, il vole sur Beechcraft SNB/JRB et sur Avro Lancaster. Il sert ensuite à la BAN Tan-Son-Nhut en Indochine française, au sein de la flottille 28F qui met en œuvre des PB4Y Privateer de patrouille maritime. Il y effectue environ mille heures de vol, en particulier au cours de la guerre d'Indochine. Après avoir suivi le CPEO (cours préparatoire aux écoles d'officiers), il est admis en 1958, à sa seconde tentative, à l'École des officiers de marine (EOM), dont la scolarité se confond strictement avec celle de l'École navale et où il se distingue, entre autres, par ses aptitudes et ses capacités sportives.
Tabarly commence donc à remettre en état son voilier en 1956, mais la coque de ce dernier s'avère irréparable ; il a alors l'idée de l'utiliser comme un moule et, en 1958, au chantier Costantini, en construit une nouvelle, en stratifié polyester. En 1959, Pen Duick navigue à nouveau. Éric Tabarly engage alors son bateau dans des courses anglaises du RORC en 1960, 1961 et en 1962 avec de nouvelles voiles.
Après sa sortie de l'École d'application des enseignes de vaisseau à bord du croiseur-école Jeanne d'Arc, il embarque à Cherbourg en juin 1962 comme officier en second du dragueur de mines Castor de la classe Sirius. En 1963, il reçoit le commandement de l'engin de débarquement d'infanterie et de chars, EDIC 9092, affecté à Lorient, donc dans des parages géographiques familiers et familiaux.
Souhaitant participer à la course transatlantique en solitaire (Ostar) de 1964, il est mis, sur sa demande, en détachement spécial par la Marine nationale, ce qui lui permet de naviguer librement tout en restant officier d'active. Il s'entraîne sur le Tarann Margilic V de 9,65 m des frères Costantini, et se rend compte qu'il pourrait maîtriser un bateau plus grand et plus rapide. Avec l'aide des architectes Gilles et Marc Costantini, il conçoit spécialement Pen Duick II, un ketch de 13,60 mètres, avec lequel il remporte la course en franchissant le premier la ligne d'arrivée à Newport le 18 juin 1964, devant Francis Chichester qui avait remporté l'édition précédente de 1960. À la suite de cet exploit qui fait redécouvrir la course au large à la France, il est nommé chevalier de la Légion d'honneur par Charles de Gaulle.
En 1964, encore auréolé de sa victoire dans la transat en solitaire, Éric Tabarly entre comme élève officier à l'École des officiers fusiliers de Lorient. Outre le brevet de spécialité, il y obtient le certificat de Commando marine. Il détiendra pendant de nombreuses années les chronos records des différents parcours et marches commandos.
Il n'aura pas le temps d'exercer ses nouvelles compétences, car dès la fin du stage « commando » en juillet 1965, il est détaché au ministère de la Jeunesse et des Sports, sur demande expresse de Maurice Herzog. Ce qui lui permet de donner pleine mesure à ses talents et à sa vraie passion.
Pour continuer la course au large, Éric Tabarly fait construire un monocoque plus grand, Pen Duick III en 1966. Avec de nombreuses victoires, ce sera l'unité la plus titrée de la série des Pen Duick.
À la suite de la victoire du trimaran Toria dans la Two-Handed Round Britain Race en 1966, Tabarly essaye ce bateau pendant un convoyage à presque dix nœuds de moyenne avec son architecte Derek Kelsall. « Du jour où il a navigué sur un multicoque, en 1966, il a été persuadé que ce serait l'avenir de la course en mer », explique Gérard Petipas : il se lance à son tour dans le multicoque, et fait construire Pen Duick IV pour la transat 1968. Fini tardivement, le bateau ne sera pas au point et Tabarly devra abandonner.

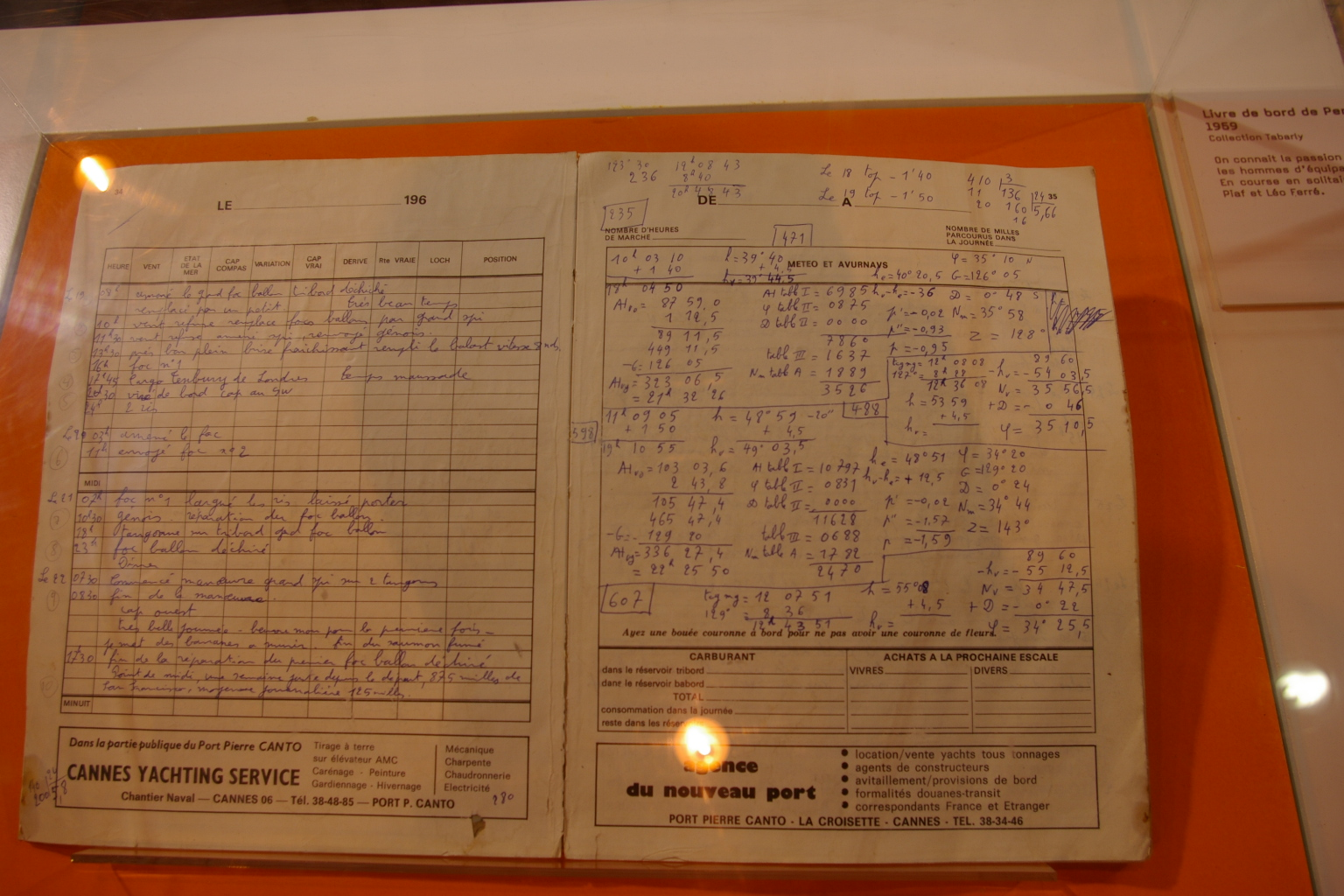
Journal de navigation du Pen Duick V (Transpacifique de 1969).

Pour courir la Transpacifique 1968, Éric Tabarly fait construire spécialement Pen Duick V, avec des caractéristiques de bateaux légers et planants que l'on retrouvera plus tard sur les voiliers du Vendée Globe Challenge.
Il remporte une deuxième fois la Transat en 1976, à bord du Pen Duick VI, un voilier pourtant conçu pour être manœuvré par une quinzaine d'équipiers, malgré la rupture de son pilote automatique en début de course et des conditions météo très difficiles (les concurrents ont dû traverser cinq dépressions majeures). À la suite de ce doublé, et après avoir gagné devant Alain Colas et son Club Méditerranée de 72 mètres, il descend triomphalement l'avenue des Champs-Élysées. Cette même année, une émission des Dossiers de l'écran lui est consacrée au lendemain de sa seconde Ostar. Toujours en 1976, un sondage réalisé par le quotidien sportif L'Équipe auprès de ses lecteurs le classe en tête des sportifs les plus populaires, devant Eddy Merckx, Niki Lauda et Johan Cruijff.
Le 5 juin 1990, il est admis à l'Académie de marine dans la section Marine marchande et plaisance.
En 1997, il remporte la Transat Jacques-Vabre avec Yves Parlier sur le monocoque Aquitaine Innovations.
Éric Tabarly disparaît en mer d'Irlande, au large du pays de Galles, dans la nuit du 12 au 13 juin 1998, alors qu'il convoie en équipage le Pen Duick pour un rassemblement de voiliers construits sur plans Fife en Écosse. Il aurait été projeté en mer par le pic de la voile aurique du bateau au cours d'une manœuvre de réduction de voilure. Le 17 juillet 1998, vers 12 h 30, son corps est repêché à 80 kilomètres environ au sud des côtes irlandaises, par les marins du chalutier breton An Yvidig. Le corps est aussitôt transporté à l'hôpital de Waterford (Irlande) pour y être autopsié,. Même s'il est méconnaissable à cause du séjour prolongé dans l'eau, les présomptions quant à son identité sont très fortes : il porte encore les bottes bleues, son célèbre pantalon de coton rouge, ainsi que son pullover marin bleu marine avec l'inscription « Éric Tabarly ». L'autopsie, dont les résultats sont annoncés le 20 juillet 1998, lève les derniers doutes, et révèle qu'Éric Tabarly est mort par noyade et que son corps ne présente aucune blessure.

### Vie privée

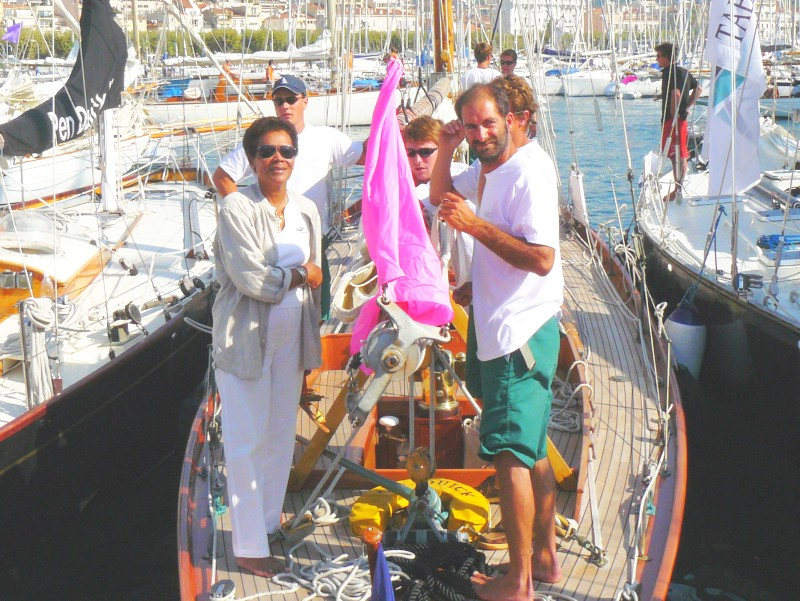
Jacqueline Tabarly à bord du Pen Duick dans le vieux port de Cannes lors des régates royales de septembre 2009

En 1984, Éric Tabarly épouse Jacqueline Chartol. Ils ont eu une fille, Marie Tabarly, née le 22 août 1984.

## Influence d'Éric Tabarly dans le monde de la voile

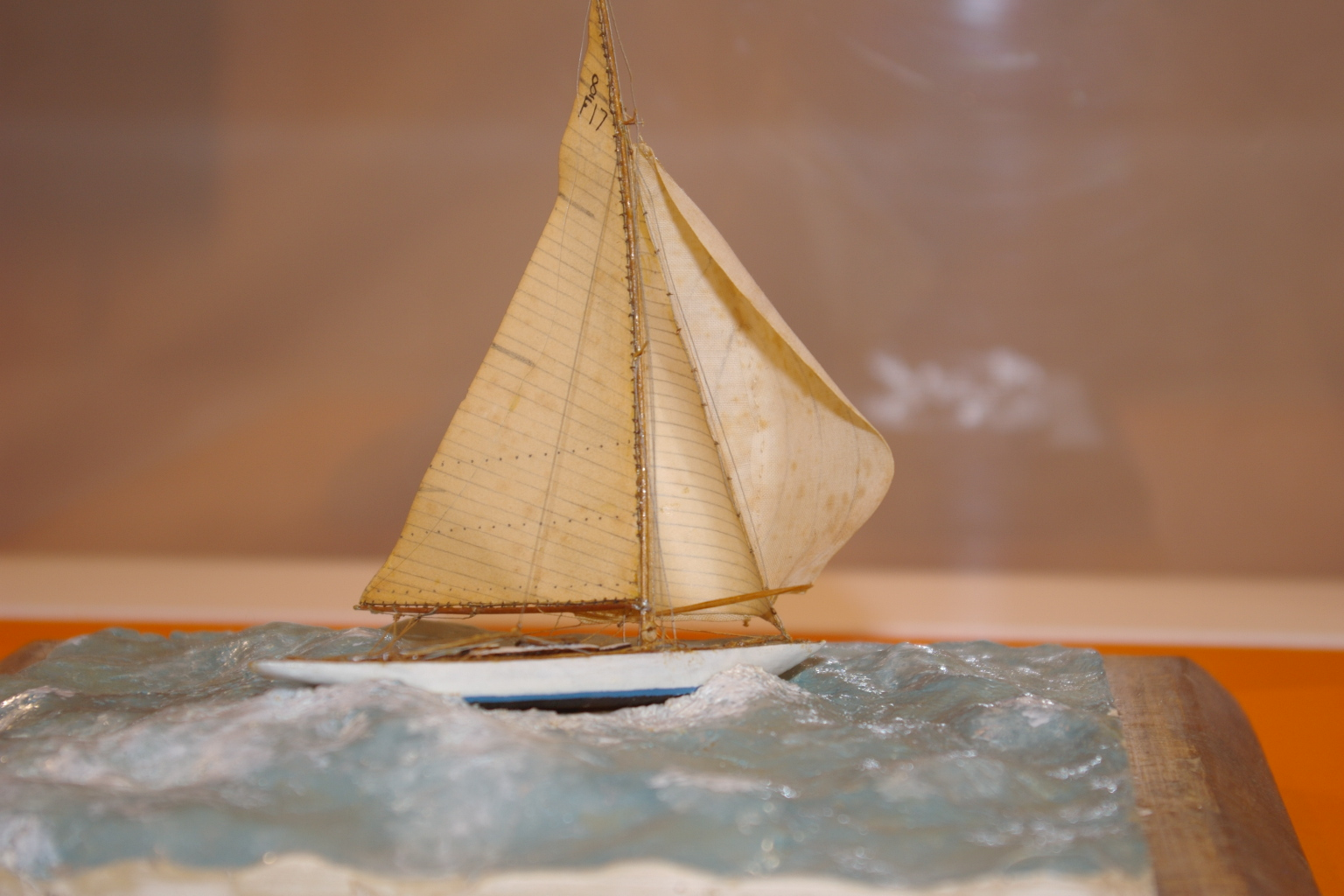
Éric Tabarly était passionné d'objets maritimes et en réalisait lui-même, comme cette maquette d'un bateau de 8 m Jauge internationale.

Éric Tabarly a marqué plusieurs générations de navigateurs et de coureurs hauturiers. En effet, il a véritablement créé une « école française » de la course au large, en prenant à son bord et en formant de nombreux équipiers qui s'illustreront par la suite, tels que : Alain Colas, Olivier de Kersauson, Gérard Petipas, Éric Loizeau, Marc Pajot, Daniel Gilard, Titouan Lamazou, Philippe Poupon, Yves Parlier, Michel Desjoyeaux, Jean Le Cam.
C'est lorsqu'il prend connaissance de la construction du Pen Duick IV que Robin Knox-Johnston décide de s'engager au plus vite dans un tour du monde en solitaire sans escale, de peur de la concurrence d'Éric Tabarly. Il prend alors part en 1968 au Golden Globe Challenge, qu'il gagne, devenant ainsi le premier navigateur à réaliser cet exploit.

## Esprit d'innovation
« Je ne suis ni misanthrope, ni misogyne, ni marginal, et (...) je m'intéresse à la vie de notre planète. Mais le bateau est vraiment le seul domaine qui me captive, qui alimente mes idées novatrices. »
Éric Tabarly a marqué l'histoire de l'architecture maritime, en participant activement à la conception de voiliers de compétition novateurs. Il exploite les dernières évolutions techniques et applique à l'hydrodynamique ses connaissances en aérodynamique (il avait une formation de pilote) :
- Pen Duick II est le premier voilier dessiné et construit spécifiquement pour une Transat en solitaire, déplacement léger (coque en contreplaqué), double bouchain[Note 1], quille étroite avec saumon, safran suspendu reculé, régulateur d'allure (MNOP 64)[Note 2], bulle d'observation sur le rouf en 1963 ;
- Pen Duick III, quille à bulbe, essais en bassin de carène, gréement de goélette à wishbone, voilier construit en duralinox ;
- Pen Duick IV,premier trimaran de course de grande longueur à mâts profilés et voiles lattées en 1968 ;
- Pen Duick V, premiers ballasts de stabilisation, formes planantes, arrière large, redans, grand tirant d'eau, lest minimal en 1969 ;
- importance de la longueur à la flottaison, pour Pen Duick V : les architectes du bateau « ont préféré garder un élancement avant assez important, cela leur permettait de dessiner une plus belle carène », alors que pour Éric Tabarly, « il aurait pu être intéressant de faire un bateau sans élancements ou presque, de façon à avoir une longueur utile maximum »[16] ;
- lest de quille en uranium appauvri, chaussette de spi (Pen Duick VI) maintenant adoptée sur un bon nombre de voiliers, sportifs ou non[17] ;
- concept hydroptère en 1976 (prototype expérimental) ;
- concept trimaran à foils, avec le Paul Ricard en 1979, poursuivi avec le Côte d'Or II.

## Ses voiliers
Pen Duick, le premier du nom, ne porte pas de numéro. C'est un voilier ancien, construit en 1898 sur les plans de William Fife III. À son bord, Éric Tabarly a appris à naviguer ; il parle des bateaux dessinés par Fife durant les premières décennies du XXe siècle : « les grands architectes de cette époque étaient Herreshoff, Watson, Nicholson et William Fife. Parmi eux, Fife a acquis une réputation particulière grâce à l'esthétique et à l'équilibre de ses bateaux. De plus, ceux qui ont pris forme dans son chantier avaient une construction inégalée ». Abandonnée dans la vase, la coque est trop abîmée pour être restaurée. Mais le bateau est sauvé onze ans plus tard (en 1958) par Éric, qui récupère la quille en plomb et se sert de la coque en bois comme moule mâle pour fabriquer une nouvelle coque en stratifié polyester. Plus tard, alors qu'il est à l'École navale de Brest, il s'entraîne à bord pour participer à des régates en Angleterre en 1960-1962. Le bateau a été rénové au chantier Raymond Labbé en 1983 à Saint-Malo, et a fêté son centenaire en mai 1998.
Pen Duick II (1964) : ketch de 13,60 mètres à déplacement léger (5,4 tonnes), assez peu voilé pour être manœuvrable par un homme seul ; construction en contreplaqué marine, coque à double bouchain, par les chantiers Costantini à La Trinité-sur-Mer.
Pen Duick III (1966) : coque aluminium de 17,45 mètres, carène à double bouchain avec une quille à bulbe testée en bassin de carène, gréement de goélette à wishbone. Pen Duick III était un bateau très astucieux car, sous son gréement de goélette (deux mâts de taille égale), il profitait d'une faille dans les règlements de jauge dans lesquels la surface de voilure entre les deux mâts était sous-estimée dans le calcul du rating (la formule de handicap permettant de comparer des bateaux différents entre eux). Cet avantage était particulièrement sensible lorsque le bateau naviguait aux allures portantes. Ce gréement avait été expérimenté au préalable sur Pen Duick II. Dès sa première saison (1967) Pen Duick III surnommé "la cathédrale de toile" gagne 7 grandes courses du RORC dont le Fastnet en temps réel et en temps compensé, puis Sydney-Hobart la même année. Il participe en 1977/1978 à la Whitbread (course autour du monde en équipage) sous le nom de Gauloise avec Éric Loizeau comme skipper. Il était, alors, gréé en ketch (le mât arrière plus court) car les règles de jauge tenaient désormais compte de la totalité de la surface des voiles. Sous le nom de Cacharel, Pen Duick III participe aussi au premier Vendée Globe en 1989/1990 avec Jean François Coste comme skipper. Il terminera dernier en 163 jours avec les honneurs de l'aventure.
Pen Duick IV (1968) : Pen Duick IV, dessiné par André Allègre, est un trimaran en aluminium de 20,80 mètres, gréé en ketch, équipé de deux mâts aile profilés, et caractérisé par des bras en treillis tubulaires, des rails d'écoute en arc de cercle et des flotteurs submersibles (de relativement faible volume). Ce voilier est vendu en 1970 à Alain Colas, qui le rebaptise Manureva. C'est avec ce bateau que Colas a gagné la transat 1972.

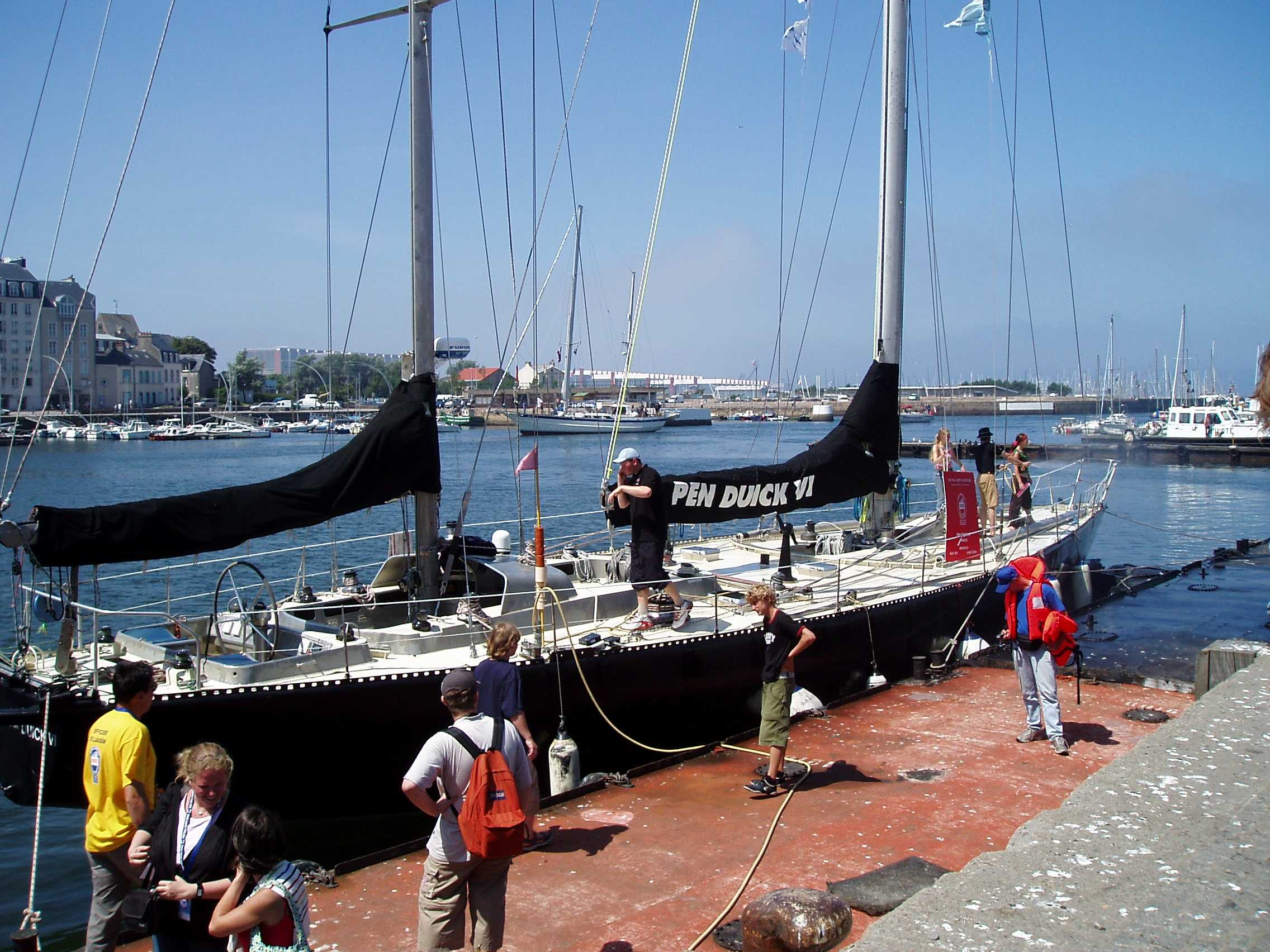
Pen Duick VI à Cherbourg.

Pen Duick V (1969) : c'est un sloop de 10,60 mètres dessiné par Michel Bigoin et Daniel Duvergie, avec la forte implication d’Éric Tabarly, pour le concept des ballasts et le dessin des appendices, aux lignes de carène tendues, large et léger, peu lesté mais équipé de ballasts pour augmenter la stabilité. La coque présente de chaque côté, au-dessus de la flottaison, des redans longitudinaux (des extensions de volume latérales destinées à augmenter le bras de levier des ballasts sans augmenter la largeur de carène). Avec ses formes planantes, sa quille étroite, son petit bulb et ses ballasts, ce bateau préfigure les 60 pieds du Vendée Globe Challenge.
Pen Duick VI (1973) : ketch de 22,25 mètres en aluminium, conçu par l'architecte André Mauric, déplaçant 32 tonnes et équipé d'un lest de quille en uranium appauvri, remplacé par la suite par un lest en plomb et caractérisé par une queue de malet sur le tableau arrière (petit bout dehors) pour fixer le pataras (câble retenant le mât vers l'arrière). Surface de voilure au portant : 600 m2. Pen Duick VI démâta plusieurs fois en course, mais gagna également plusieurs records de traversée, démontrant de très bonnes qualités marines et de vitesse.
Hydroptère expérimental : un prototype expérimental a été réalisé en 1976 pour Éric Tabarly à partir d'une coque de Tornado de 6 m de long munie de foils, pour tester le concept hydroptère, la sustentation totale du voilier par des foils. Cette configuration ne pourra pas être retenue pour le projet Pen Duick VII (qui deviendra Paul Ricard), mais sera reprise plus tard pour L'Hydroptère d'Alain Thébault, qui détient aujourd'hui un record de vitesse à la voile.
Paul Ricard (1979) : en 1975, Éric Tabarly, accompagné par une équipe d'architectes navals et une équipe de la société Dassault, conçoit un trimaran de type foiler (équipé de foils). Pour ce projet, Éric Tabarly recherche un budget pendant quatre ans. En 1979, il rencontre Paul Ricard qui accepte de le financer. Ce trimaran de 16,50 mètres en aluminium déplaçant 7 tonnes est caractérisé par son bras de liaison unique et profilé qui s'appuie sur deux petits flotteurs, eux-mêmes équipés de foils (plans porteurs profilés immergés). Avec ce bateau, Éric Tabarly bat en 1980 le record de traversée de l'Atlantique Nord détenu depuis 1905 par la goélette Atlantic de Charlie Barr, ouvrant ainsi la course aux records de traversées effectuées par les multicoques.
Côte d'Or (1985) : monocoque en kevlar de 25,03 mètres, sur un plan Joubert-Nivelt. Destiné à la Whitbread 1985-1986, il est construit par Amtec à Willebroeck, en Belgique.
Côte d'Or II (1986) : trimaran conçu avec l'aide de l'architecte Xavier Joubert, il réutilise la coque centrale et le safran du Paul Ricard. Il est construit à Lorient, aux chantiers de la Perrière. La coque en aluminium de Paul Ricard (16,5 m) est rallongée pour arriver à 22,85 m.
Bottin entreprise (mis à l'eau pour Lionel Péan le 29 mars 1988, sous le nom d'Hitachi ; remis à l'eau pour Tabarly le 18 janvier 1989, sous le nom de Bottin entreprise) : trimaran 18,28 × 15,20 m, plan VPLP. Mené par Tabarly et Jean Le Cam, il se retourne dans la transat Lorient-Saint-Barthélemy-Lorient 1989.

## Affaire du musée de la marine
En 1996, Tabarly s'oppose au projet de transfert du musée national de la Marine du palais de Chaillot au palais de la Porte-Dorée : en lieu et place du musée de la Marine devait être créé un musée des Arts Premiers voulu par le président de la République Jacques Chirac.
Finalement, le musée national de la Marine demeure au palais de Chaillot, au Trocadéro, le président Chirac ayant décidé, à l'occasion du conseil des ministres du 28 janvier 1998, que le musée des Arts Premiers, rebaptisé musée des arts et civilisations, serait construit au quai Branly.
Le musée de la Marine lui consacre une exposition du 4 juin 2008 au 4 septembre 2008.

## Palmarès
- 1964 : vainqueur de la Transat anglaise en solitaire (Ostar Plymouth-Newport) sur Pen Duick II
- 1967 : 
  - Morgan Cup sur Pen Duick III
  - Gotland Race sur Pen Duick III
  - Channel Race sur Pen Duick III
  - Vainqueur de la Fastnet sur Pen Duick III en temps compensé (jauge IRC)
  - Plymouth-La Rochelle (Pen Duick III)
  - Sydney-Hobart (Pen Duick III) (et 2e au temps compensé)
- 1969 : Transpac San Francisco-Tokyo (Transpacifique) sur Pen Duick V (avec 11 jours d'avance sur le 2e)
- 1971 : Falmouth-Gibraltar sur Pen Duick III
- 1972 : Los Angeles-Tahiti sur Pen Duick III
- 1973 : vainqueur de l'étape de la Whitbread Le Cap—Sydney sur Pen Duick VI
- 1974 : Bermudes-Angleterre sur Pen Duick VI
- 1975 : Triangle Atlantique sur Pen Duick VI
- 1976 : vainqueur de la Transat anglaise en solitaire (Plymouth-Newport)sur Pen Duick VI
- Record de la traversée de l'Atlantique Nord à la voile d'Ouest en Est (New York-Cap Lizard), en multicoque (battant le record de Charlie Barr sur la goélette Atlantic avec cinquante hommes d'équipage en 1905) :
  - en 1980 (10 jours 5 heures 14 minutes 20 secondes) sur Paul Ricard
  - en 1968, il avait été approché, avec les 10 jours 12 heures du Pen Duick IV
- 1979 : 2e de la Transat en double Lorient-les Bermudes-Lorient avec Marc Pajot sur Paul Ricard
- 1984 : 4e de la Transat anglaise sur Paul Ricard
- 1987 :
  - 2e de la Transat en équipage Lorient-Saint-Pierre-et-Miquelon-Lorient sur Côte d'Or
  - 5e de la course de l’Europe 1987 sur Côte d'Or II
- 1997 :
  - Vainqueur de la Transat Jacques-Vabre (Le Havre-Carthagène) avec Yves Parlier sur Aquitaine Innovations en 19 jours, 23 heures et 19 minutes
  - Fastnet (Aquitaine Innovation)

## Distinctions
- Commandeur de la Légion d'honneur (à titre posthume le 17 juin 1998), chevalier (1967), la croix de chevalier lui ayant été remise le 6 juillet 1964 à Washington, par l'ambassadeur de France comme le relate Robert Chatel[25], officier (1977).
- Officier de l'ordre du Mérite maritime (1976) ; chevalier le 13 janvier 1965, par le ministre des travaux publics Marc Jacquet, à Paris[26]
- Prix Henri Deutsch de la Meurthe de l'Académie des sports en 1976, récompensant un fait sportif pouvant entraîner un progrès matériel, scientifique ou moral pour l’humanité.
- Blue Water Medal en 1964, pour sa victoire dans la course transatlantique en solitaire.
- Grand Prix de l'Académie des sports en 1964.
- Gloire du sport.
- Le 5 novembre 2007 il entre au Hall of Fame de l'ISAF à Estoril avec Paul Elvström, Barbara Kendall, Sir Robin Knox-Johnston, Olin Stephens et  Dame Ellen MacArthur[27].
- En France, en 2015, 25 établissements scolaires portent son nom[28].

## Postérité

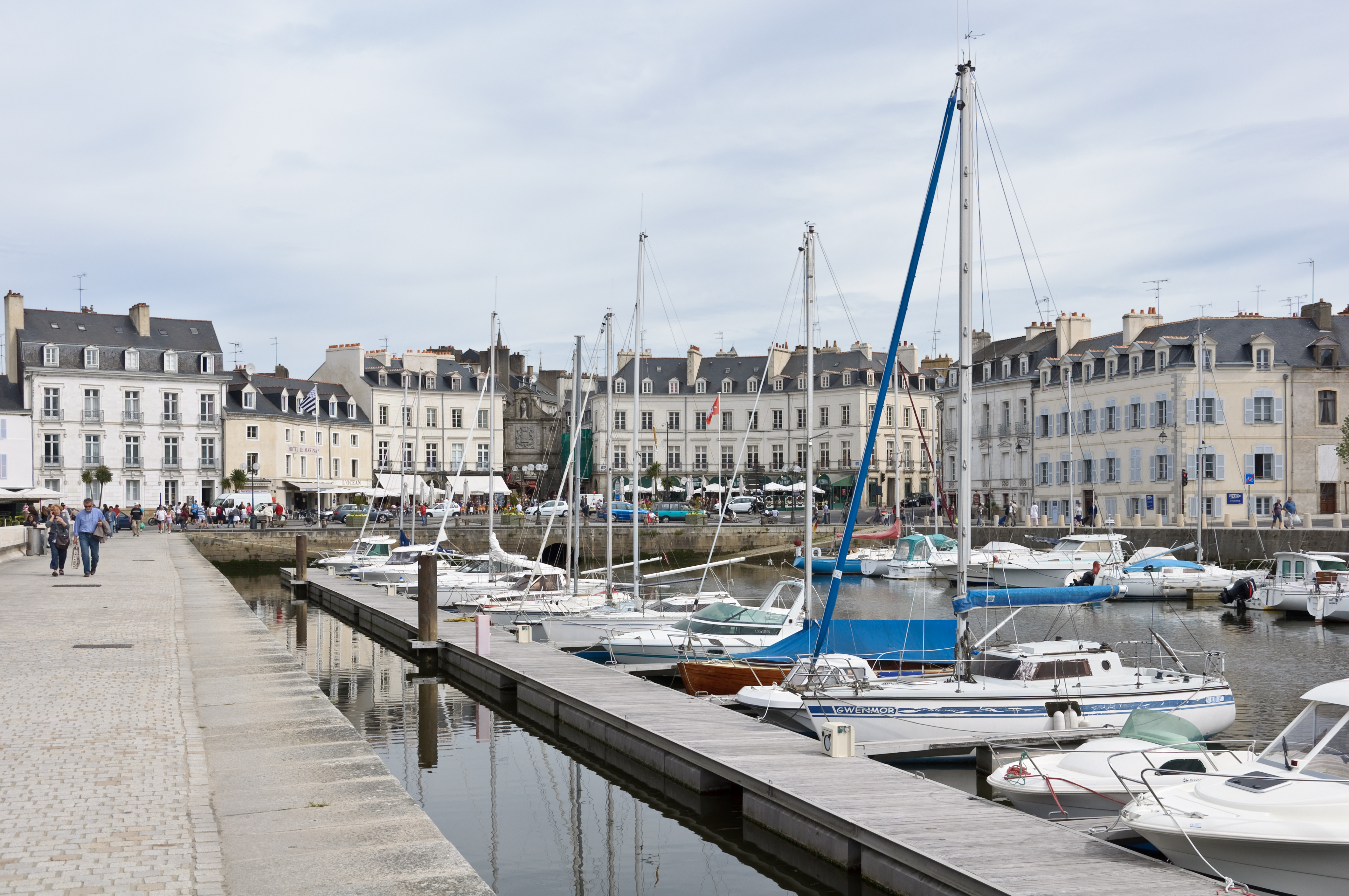
Le quai Éric-Tabarly du port de Vannes.

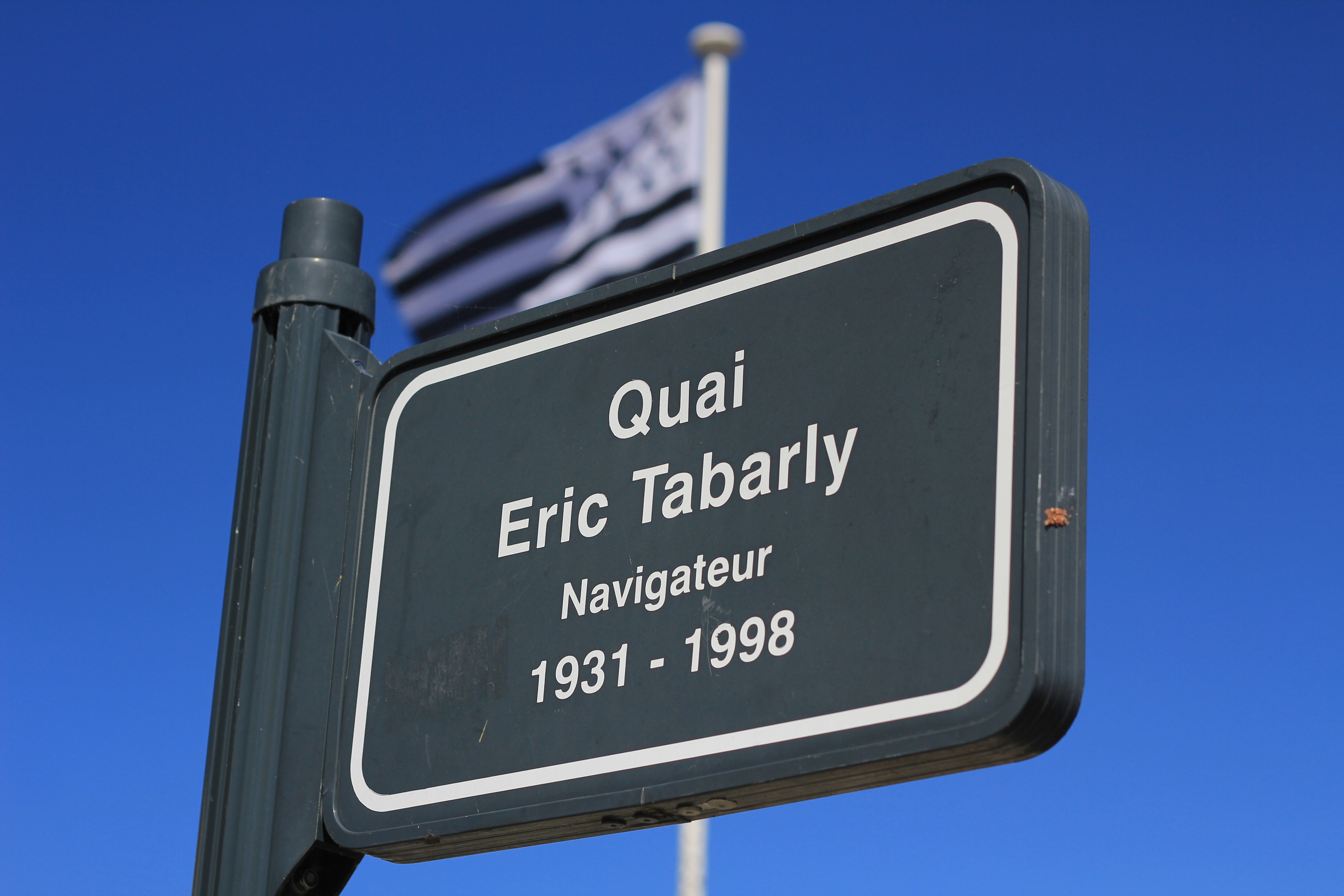
Plaque du quai Éric-Tabarly à Vannes.

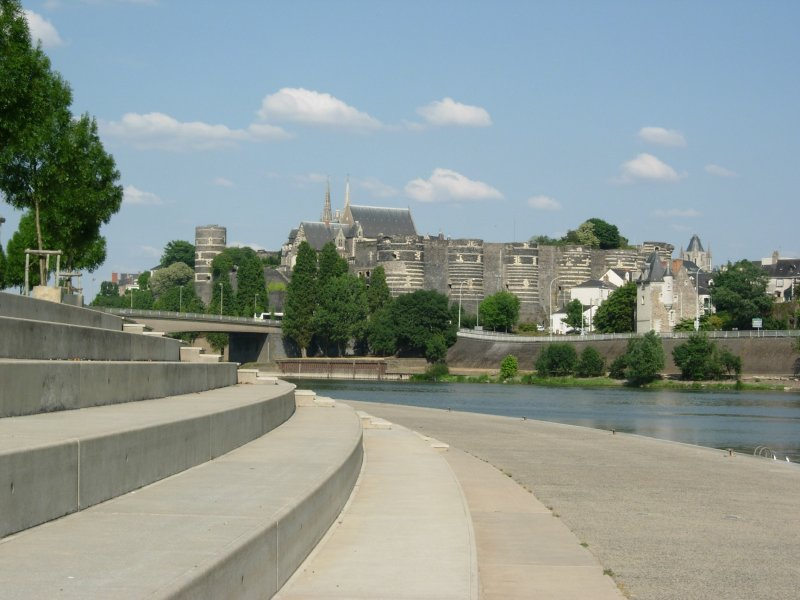
Quai Tabarly à Angers.

- La Cité de la voile Éric Tabarly, à Lorient[29].
- À Nantes, sa ville natale, le pont Éric-Tabarly a été construit sur la Loire (bras de la Madeleine). Composé d'une pile unique et d'un mât culminant à 58 mètres rappelant les mâts des bateaux, il relie depuis juin 2011 l'île de Nantes au quartier Malakoff.
- À Paris, en 2007, la promenade située sur le quai de la Loire prend le nom de promenade Éric-Tabarly.
- À Arcachon, l'empreinte de son pied droit figure sur le quai.

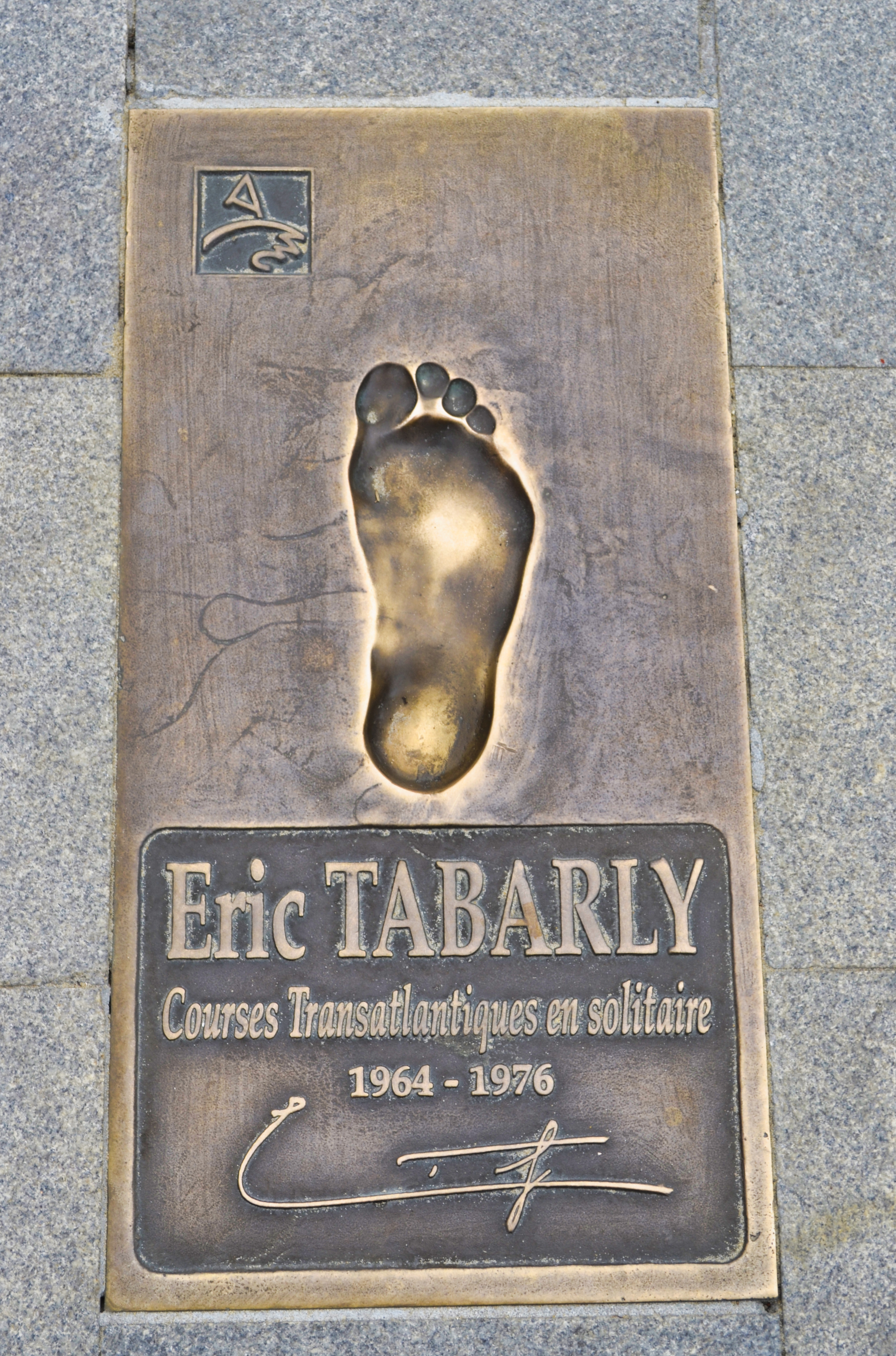
Empreinte du pied d'Eric Tabarly à Arcachon.

- SNS 158 « Éric Tabarly », vedette de la SNSM de la Trinité sur Mer[30].
- Renaud le cite dans sa chanson Dès que le vent soufflera dans son album Morgane de toi (1983).
- Pierre Bachelet lui a dédié la chanson Le Voilier Noir dans son album Un Homme Simple (1998).
- En 2009, le prix littéraire de l’Association des anciens élèves de l’École navale est rebaptisé Prix Éric Tabarly du meilleur livre de Mer[31].
- En 2011, Miossec et Didier Squiban écrivent respectivement texte et musique d’Éric, une chanson reprise par le chœur Les Marins d'Iroise[32].
- Autres toponymes : places Éric-Tabarly à Avoine, à La Membrolle-sur-Longuenée et à Saint-Quay-Portrieux ; quais Éric-Tabarly à Angers, Le Havre, Brest, Clichy, Vannes et Rennes ; boulevards Éric-Tabarly à Villeneuve-Loubet et Olonne-sur-Mer ; avenues Éric-Tabarly à Château-Gontier, Ploeren, Quimper et La Roche-sur-Yon ; rues Éric-Tabarly à Noyal-sur-Vilaine, Pencran, Rezé, Saint-Herblain, Saint-Géréon, Mordelles, Pont-Péan, Pacé, La Mézière, Langueux, Montmagny, Massy, Bondy, Carrières-sur-Seine, Moutiers-les-Mauxfaits, La Mothe-Achard, Venansault, Dompierre-sur-Yon, Nieul-sur-Mer, Saint-Léger-des-Bois, Saint-Macaire-en-Mauges, Cossé-le-Vivien, Le Taillan-Médoc ; allées Éric-Tabarly à Buxerolles, Questembert, Lormont, Saint-Aubin-de-Médoc, La Garnache ; promenade Éric-Tabarly à Saint-Pierre-Quiberon, Enghien-les-Bains ; esplanade Tabarly à Montargis ; rond-point Éric-Tabarly à Pau (Pen Duick), Trappes, Gueugnon ; square Éric-Tabarly à Saint-Gilles ; anse Tabarly à Toulon ; bassin Éric-Tabarly au Grand Port d'Aix-les-Bains ; môle Éric-Tabarly à La Trinité-sur-Mer ;  gymnase ou complexe sportif Éric-Tabarly à Antony, Bolbec, Blois, Canet-en-Roussillon, Sainte-Adresse, Sainte-Luce-sur-Loire, Indre, Serris, Buxerolles; collège Éric-Tabarly à La Baule ; écoles Éric-Tabarly à Vezin-le-Coquet, Loperhet et Essaouira (Maroc) ; écoles primaires Éric-Tabarly à Saint-Pierre-Quiberon, Luc-sur-Mer et Les-Moutiers-en-Retz ; lycée Éric-Tabarly Olonne-sur-Mer ; Antenne Jeunesse Éric-Tabarly à Aulnay-sous-Bois.
- En novembre 2019, l'auteur Pierre Bazantay publie Tabarly[33] , Éditions François Bourin, collection Icônes.Groupe Scolaire OSUI Eric tabarly à Essaouira-Maroc

## Œuvres
En plus d'être un marin hors pair, Éric Tabarly a été un écrivain très prolifique, ses œuvres se vendant en grand nombre, certaines nécessitant des rééditions après sa disparition.
- Victoire en solitaire, Paris, Arthaud, 1964 (ISBN 978-2-7003-9595-2)
- De « Pen Duick » en « Pen Duick », Paris, Arthaud, 1970, 241 p. (ISBN 978-2-7003-1146-4)
- Le Tour du monde de Pen Duick VI, Éditions du Pen Duick Arthaud-diffusion, 1974.
- Journal de bord avec Gérard Petipas, Éditions du Pen Duick, 1975.
- Mes bateaux et moi, Paris, La Galaxie, 1974, 152 p. (ISBN 2-01-001246-1)
- Pen Duick VI, Éditions du Pen Duick, 1977.
- Guide pratique de la manœuvre, Éditions du Pen Duick, 1978.
- L'Atlantique en 10 jours avec Michèle Lemaître, Éditions du Pen Duick, 1981.
- Embarque avec Tabarly en collaboration avec Anne Reale, Éditions du Pen Duick, 1982.
- Apprenez la voile avec Tabarly en collaboration avec Pierre-Jean Soler et Voiles et Voiliers, Éditions du Pen Duick, 1986.
- Pen Duick, Éditions du Pen Duick/Ouest-France, 1989.
- Mémoires du large, Paris, Éditions de Fallois, 1997, 348 p. (ISBN 2-87706-299-6)
- Mémoires du large, Paris, France loisirs, 1998, 347 p. (ISBN 978-2-7441-1961-3, OCLC 468011867)
- Du tour du monde à la Transat, Paris, Pocket, 9 septembre 1998, 347 p. (ISBN 978-2-266-00534-0, OCLC 461689583)